# Cártel de Guadalajara
El Cártel de Guadalajara o Cártel de Jalisco fue la primera organización criminal mexicana dedicada exclusivamente al narcotráfico, formada en 1978 por Miguel Ángel Félix Gallardo, Rafael Caro Quintero y Ernesto Fonseca Carrillo, con el objetivo de transportar opio, marihuana, y posteriormente, cocaína a los Estados Unidos.
Félix Gallardo fue el precursor de formar un solo cartel hegemónico para así poder llevar marihuana y opio hacia los Estados Unidos de manera más eficiente y beneficiosa para todos los narcotraficantes mexicanos del momento, es decir formar un monopolio del narcotráfico. Para ello reunió a todos los principales cabecillas de cada plaza, realizaron un pacto, y durante un periodo controlaron el precio de los narcóticos, además de evitar disputas y competencias entre ellos.

## Historia
Felix Gallardo, un exoficial de la policía federal, empezó traficando estupefacientes y siendo intermediario entre la corrupción de funcionarios estatales y sus socios en el cártel, Rafael Caro Quintero y Ernesto Fonseca Carrillo, quienes anteriormente trabajaban en la organización criminal de Pedro Avilés Pérez, tomaron el control del tráfico rutas después de que Avilés fuera asesinado en un tiroteo con policías de la Policía Judicial Federal. Fonseca, fue el asesor del cartel. Después de la «Operación Condor» un programa antidrogas mexicano llevado a cabo en la década de 1970 para detener el flujo de drogas de México a Estados Unidos, muchos narcotraficantes del estado de Sinaloa se reagruparon en Guadalajara, Jalisco para continuar con sus operaciones. La reagrupación condujo a la formación del Cartel de Guadalajara que ubicaría aproximadamente los orígenes del grupo entre 1978 y 1980. El cartel finalmente logró controlar casi todas las operaciones de tráfico de estupefacientes en México a finales de los 70 y 80.
Empezó por el contrabando de marihuana y opio en los Estados Unidos y fue el primer jefe de la droga mexicano para enlazar con cárteles de la cocaína de Colombia en la década de 1980. Esto se logró fácilmente porque Félix Gallardo ya había establecido una infraestructura que estaba dispuesta a servir a los mafiosos colombianos, no había cárteles en ese momento en México. Félix Gallardo fue el señor de los traficantes de la droga mexicanos. Supervisó todas las operaciones; no era solo él, sus amigos, y los políticos que le daban protección. Félix Gallardo comenzó a trabajar con los cárteles colombianos, empezando con el cartel de Cali y el cartel de Medellín liderado por Pablo Escobar. Estos enlaces se dieron gracias a un acuerdo con el narcotraficante Juan Matta Ballesteros. Todo comenzó porque desde Colombia ya no se podía llevar la cocaína directamente en aviones a través de Miami, ruta que antes usaban sin mayor problema. Entonces Felix Gallardo aprovechó la oportunidad y le ofreció a los de Cali y a Escobar llevar la cocaína a través de la frontera entre México y los Estados Unidos. Los carteles colombianos aceptaron, y así comenzó la asociación entre estas organizaciones. Después crearon nuevas plantaciones que estaban ubicadas en áreas desérticas remotas, donde el transporte era mucho menos costoso pero, enfrentaba varios problemas nuevos. La producción del desierto requería perforación de pozos para riego, y México tenía leyes estrictas que regulaban la excavación de pozos, un problema que finalmente se resolvió mediante soborno masivo. También era más fácil detectar plantaciones en los desiertos áridos; cuanto más grande es la granja, más fácil de detectar. Sin embargo, con el fin de los sobrevuelos estadounidenses en solitario como parte del programa de erradicación, el dinero y la intimidación permitieron que las granjas crecieran dramáticamente sin llegar al aviso oficial. Sin embargo, con el aumento de las medidas de aplicación de la ley en estas áreas a mediados de la década de 1980, los capos de la droga colombianos trasladaron sus operaciones a México. Juan Matta-Ballesteros fue la conexión principal del Cartel de Guadalajara con los carteles colombianos de la cocaína. Matta había presentado originalmente al predecesor de Félix Gallardo, Alberto Sicilia-Falcon, a Santiago Ocampo del Cartel de Cali, uno de los carteles de la droga más grandes de Colombia.

### Auge de la organización
El Cartel de Guadalajara logró traficar cocaína a los EE. UU. con envíos de varias toneladas cada mes. En lugar de recibir pagos en efectivo por sus servicios, los contrabandistas del Cartel de Guadalajara tomaron una reducción del 50% de la cocaína que transportaban desde Colombia. Esto fue extremadamente rentable para ellos, y algunos estimaron que la red de tráfico, entonces operada por Félix Gallardo, Ernesto Fonseca Carrillo, y Rafael Quintero estaba obteniendo $ 5 mil millones anuales. Según algunos escritores, como Peter Dale Scott, la organización prosperó en gran parte porque gozaba de la protección de la agencia de inteligencia mexicana Dirección Federal de Seguridad, bajo su jefe Miguel Nazar Haro. Varios de los miembros de la agencia estuvieron involucrados en crimen organizado directamente al participar activamente en asesinatos y tráfico de drogas en nombre del cartel.

### Asesinato de Enrique Camarena y Consecuencias
Sin embargo, el Cartel de Guadalajara sufrió un gran golpe en 1985 cuando el cofundador del grupo Rafael Caro Quintero fue capturado y luego condenado por la tortura y el asesinato del agente de la DEA Enrique Camarena. Camarena era un agente de campo encubierto de quien el cartel sospechaba que había dado información a la DEA que llevó a la destrucción del cultivo de marihuana de 2,500 acres de la organización conocido como Rancho Búfalo en el estado de Chihuahua durante noviembre de 1984. Según los informes, las autoridades quemaron más de 10,000 toneladas de marihuana, lo que totalizó una pérdida de alrededor de $ 160 millones. Esto supuestamente llevó a Caro Quintero y a otros miembros de alto rango del Cartel de Guadalajara a buscar venganza contra la DEA y Camarena. En represalia, Camarena y su piloto Alfredo Zavala Avelar fueron secuestrados en Guadalajara el 7 de febrero de 1985 a plena luz del día por varios oficiales de la DFS, llevados a una residencia propiedad de Quintero ubicada en 881 Lope de Vega en la colonia de Jardines del Bosque, en el sector occidental de la ciudad, siendo brutalmente torturado y asesinado.
Camarena fue interrogado y torturado para obtener información sobre su conocimiento de las operaciones policiales dirigidas contra el cartel; así como cualquier información que la DEA pueda tener sobre políticos mexicanos involucrados en el narcotráfico. En el transcurso de la sesión de tortura de más de 30 horas, el cráneo, la mandíbula, la nariz, los pómulos, la tráquea y las costillas de Camarena se rompieron; los secuestradores trajeron a un médico para que administrara drogas al agente y lo mantuviera consciente durante toda la sesión. Los secuestradores hicieron grabaciones de audio de algunas partes del interrogatorio de Camarena. El golpe final aparentemente se dio cuando los torturadores le aplastaron el cráneo con un trozo de varilla u otra pieza de metal similar. Aproximadamente un mes después, los cadáveres de Camarena y Zavala fueron llevados al vecino estado de Michoacán y arrojados a una zanja al borde de la carretera para ser descubierto el 5 de marzo de 1985. Caro Quintero luego salió de México el 9 de marzo de 1985 con sus asociados y su novia Sara Cristina Cosío Gaona. Los cuerpos de los hombres fueron encontrados seis meses después enterrados en el Parque San Isidro Mazatepec en Zapopan. Cuando se confirmaron las autoridades de los cuerpos, las relaciones diplomáticas entre los Estados Unidos y México se tensaron peligrosamente.
El asesinato del agente Camarena indignó al gobierno de Estados Unidos y presionó a México para que arrestara a todos los actores principales involucrados en el incidente, lo que resultó en una persecución policial de cuatro años que derribó a varios líderes del Cartel de Guadalajara. Luego de la detención de Rafael Caro Quintero y Ernesto Fonseca Carrillo ("Don Neto") en abril de 1985 por el asesinato de Camarena, Félix Gallardo mantuvo un perfil bajo y en 1987 se mudó con su familia a la ciudad de Guadalajara. Félix "El Padrino" Gallardo decidió entonces dividir el comercio que controlaba, ya que sería más eficiente y menos probable que se derrumbara de una sola vez.
En cierto modo, estaba privatizando el negocio de las drogas mexicano mientras lo devolvía a la clandestinidad, para que lo dirigieran jefes que eran menos conocidos o aún no conocidos por la DEA. Félix Gallardo convocó a los mafiosos más importantes del país en una casa en la ciudad turística de Acapulco donde designó las plazas) o territorios. A diferentes señores de la droga se les dio una determinada región donde podían traficar drogas a los Estados Unidos y contrabandistas de impuestos que deseaban mover mercancías en su territorio. El Cártel de Guadalajara se dividió en 3 facciones distintas. La ruta de Tijuana iría a sus sobrinos, los hermanos Arellano Félix (Cartel de Tijuana). La ruta de Ciudad Juárez (Cartel de Juárez) iría a la familia Carrillo Fuentes, encabezada por los sobrinos de Ernesto Fonseca Carrillo, Vicente Carrillo y Amando Carrillo, Miguel Caro Quintero dirigiría el corredor de Sonora. El control del corredor de Matamoros, Tamaulipas (que luego se convertiría en el Cártel del Golfo) se dejaría intacto a Juan García Ábrego. Mientras tanto, la tercera facción, Joaquín Guzmán Loera e Ismael Zambada García se harían cargo de las operaciones en la Costa del Pacífico de México, y Joaquín Guzmán retomó y reorganizó el 'Cártel del Pacífico' que estaba en un receso y ya había sido fundado por su tío Pedro Avilés Pérez hace un par de décadas, pero lo bautizó con el nombre de su estado de origen, es decir Sinaloa, convirtiéndose en el Cartel de Sinaloa. Guzmán y Zambada trajeron al veterano Héctor Luis Palma Salazar nuevamente al redil.

## Declive y Desarticulación
También se cree que Amado Carrillo Fuentes fue una vez parte del Cartel de Guadalajara, pero fue enviado a Ojinaga, Chihuahua para supervisar los envíos de cocaína de su tío, Ernesto Fonseca Carrillo, y conocer las operaciones fronterizas de Pablo Acosta Villarreal, "El Zorro de Ojinaga". Una vez que Acosta y su sucesor Rafael Aguilar Guajardo fueron asesinados, Carrillo asumió el control del Cartel de Juárez.
El exjefe de la Policía Judicial Mexicana Armando Pavón Reyes, luego de recibir un soborno de $ 300,000, habría permitido a Caro Quintero huir del aeropuerto de Guadalajara, en un jet privado, para buscar refugio en Costa Rica. El jefe de policía fue despedido poco después y acusado de soborno y complicidad en el asesinato de Camarena. Félix Gallardo todavía planeaba supervisar las operaciones nacionales, tenía los contactos, por lo que seguía siendo el líder, pero ya no controlaría todos los detalles del negocio; fue arrestado el 8 de abril de 1989.
A raíz de la captura de sus líderes y el principal colaborador del cártel, Juan Matta-Ballesteros, este se desintegra retirándose del crimen organizado. Antes de entrar en prisión, Felix Gallardo deja el negocio del narcotráfico a sus principales subalternos; entre ellos, Amado Carrillo, Joaquín Guzmán Loera, Ismael Zambada, Juan José Esparragoza Moreno y los Hermanos Arellano Félix, entre otros. En la actualidad, estas facciones, o los remanentes de ellas, luchan entre sí por el control de las rutas de tráfico, la influencia sobre el gobierno mexicano y como represalia por delitos y traiciones pasados. Este conflicto se conoce como la Guerra contra el narcotráfico en México.